# Славко Вукосављевић
Славко Вукосављевић (Ужице, 17. јануар 1927 — Београд, 20. јул 2004) био је српски песник, преводилац, новинар.

## Биографија
Славко Вукосављевић рођен је у Ужицу 17. јануара 1927 где је завршио основну школу и гимназију (1946). Уписао је студије књижевности на Филозофском факултету у Београду. Више од тога привлачила су га предавања филозофа Душана Недељковића и психијатра Владимира Вујића. Читао је руске писце у оригиналу, пре свих Пушкина и Љермонтова. Потом је уписао енглески језик. Бурмански језик је студирао у Рангуну (1956-1958) као стипендиста бурманске владе. Радио је као новинар у листовима “Млади борац” и “Омладина” (1946-1956). Руководио је Центром за културу Радничког универзитета “Ђуро Салај” у Београду (1958-1961). Био је новинар у информативним службама Извршног већа и Скупштине СР Србије. Још за време студија је објавио поему „Кадињача“, о бици на истоименом брду у Другом светском рату,

## Књижевни рад
Писао је песме, приче, путописе, репортаже и есеје и преводио са бурманског језика. Неуморно пише родољубиву поезију али и чисту лирику. Сарадник новог часописа “Књижевност” постао је 1950. године а у њему ће прилоге објављивати најугледнији писци од Исидоре Секулић до Иве Андрића. Исте године лето проводи у Енглеској учећи језик. У тој земљи је настала песма “Енглеска”, до које је веома држао. Поему “Кадињача” ће Савез бораца у Ужицу објавити 1950. године у 10.000 примерака. У НИН-у је објавио више песама и репортажа али и у “Омладини”, “Младости” и “Политици” Члан Удружења писаца Србије постао је 1951. године. Песме су му превођене на енглески, руски, албански, есперанто, пољски, словачки, француски и чешки језик. Био је члан Удружења књижевника Србије.

## Награде
- Награда Централног већа омладине Југославије
- Награда града Ужица
- Октобарска награда града Београда
- Вукова награда
- Седмојулска награда
- Рачанска повеља

## Дела
- Сећања и записи (2003) (COBISS)[мртва веза]
- Врата Индије (1959) (COBISS)[мртва веза]
- Из монолога непознатог турског војника у Цркви Богородице Љевишке у Призену године хиљаду седамсто педесет шесте: Одломак из спева "Обала раја" (1955) (COBISS)[мртва веза]
- Лирика (1949)
- Шта ти кажеш, Марија (1952)
- Моја једина младост (1955)
- Повратак (1976)
- Родољубиве песме (1981)
- Рођендан (1987)
- Сабране песме (1987)
- Кадињача: поема, (1950) (COBISS)[мртва веза]